# جوناس فـان كيركهوفن
جوناس فـان كيركهوفن هو لاعب كرة قدم بلجيكي في مركز الوسط، ولد في 4 فبراير 1994 في Bornem ‏ في بلجيكا. لعب مع فيلم 2 تيلبورغ.

## وصلات خارجية
- جوناس فـان كيركهوفن على موقع الاتحاد البلجيكي (الإنجليزية)
- جوناس فـان كيركهوفن على موقع قاعدة بيانات كرة القدم.إي يو (الإنجليزية)